# Beeke (Elbe-Havel-Kanal)
Die Beeke (mittelniederdeutsch für Bach) ist ein etwa 15 Kilometer langer Fluss im Landkreis Jerichower Land, der bei Burg (bei Magdeburg) von Süden in den Elbe-Havel-Kanal mündet.

## Geografie
Die Beeke entspringt am ehemaligen Ottohof zwischen Möser und Pietzpuhl und fließt anschließend durch Möser, Schermen, Detershagen und Burg (bei Magdeburg), wo sie den Elbe-Havel-Kanal erreicht.

## Erwähnungen
- Die Alte Herrenmannschaft des  SuV Detershagen wird auch als „Beeke-Bomber“ bezeichnet.[2]
- Die Kleingartensparte "Beekestrand" ist nach dem anliegenden Fluss benannt.